# Jean-Sylvain Babin
Jean-Sylvain Babin (Corbeil-Essonnes, 14 de outubro de 1986) é um futebolista profissional martiniquenho que atua como defensor.

## Carreira
Jean-Sylvain Babin começou a carreira no Châteauroux.